# Quintanar del Rey
Quintanar del Rey é um município da Espanha na província de Cuenca, comunidade autónoma de Castilla-La Mancha, de área 79,81 km² com população de 7563 habitantes (2007) e densidade populacional de 90,89 hab/km².

## Demografia
| Variação demográfica do município entre 1991 e 2004 | Variação demográfica do município entre 1991 e 2004 | Variação demográfica do município entre 1991 e 2004 | Variação demográfica do município entre 1991 e 2004 |
| --------------------------------------------------- | --------------------------------------------------- | --------------------------------------------------- | --------------------------------------------------- |
| 1991                                                | 1996                                                | 2001                                                | 2004                                                |
| 5809                                                | 6077                                                | 6575                                                | 7254                                                |